# نصیرآباد (ازومدل شمالی)
'(نصیرآباد)'(ترکی:میصرو) یکی از روستاهای استان آذربایجان شرقی است که در دهستان ازومدل شمالی بخش مرکزی شهرستان ورزقان واقع شده‌است.

## جغرافیا
روستای نصیرآباد آب و هوای کوهستانی دارد که زمستان های سرد و تابستان های ملایمی دارد و اطراف روستا را  تپه ها و کوها و زمین های کشاورزی فرا گرفته .
روستای نصیرآباد دارای قنات آب است که دست کم از ۱۴ حلقه چاه آب تشکیل شده به همراه هم در اطراف روستا چشمه های فراوانی وجود دارد که میتوان به (مالاچشمه‌سی)(چشمه جینی قه‌یه)(بئشک چشمه‌سی)
اشاره کرد همچنین برکه های آب فراوانی نیز در اطراف روستا وجود دارد که اکثر آنها فصلی هستند ولی چندی نیز هستند که برکه های دائمی می‌باشند مانند (سیمنان گولی).

## کشاورزی
اغلب محصولات زراعی روستا از گندم وجو و عدس و نخود و کلزا و زیره سیاه و زیره قرمز با طلایی و یونجه می‌باشد که در چند سال اخیر زعفران نیز در مزارع روستای نصیرآباد کشت میشود .

## باغداری
خانه های مردم روستای نصیرآباد اکثرا به شکل خانه باغ هستند با حیاط های بزرگ مملو از درخت که انواع میوه های سیب،گلابی،گردو،به،زردالو,الوچه،هلو وگیلاس وجود دارد و همچنین صیفی‌جات نظیره گوجه سیب زمینی کدو خیار نیز کشت میشود .در زمین های نزدیک روستا گل محمدی نیز کشت میشود .

## مردم و زبان
مردم روستای نصیرآباد ترک هستند و به زبان ترکی آذربایجانی صحبت میکنند.
از خانواده های مشهور روستا میتوان به خندانی ها و نصودی ها (علی‌لر) مرادی ها لطفی ها مظلومی ها اشاره کرد.
دین و مذهب مردم روستا اسلام تشییع می‌باشد.